# Gubernatoriana triangulus
Gubernatoriana triangulus là một loài cua nước ngọt thuộc họ Cua đồng. Đây là loài cua đặc hữu ở vùng Ghat Tây, Ấn Độ.